# (767) Бондия
(767) Бондия (лат. Bondia) — астероид главного пояса, который принадлежит к спектральному классу B и входит в состав семейства Фемиды. Был обнаружен 23 сентября 1913 года американским астрономом Джоэлом Меткалфом в обсерватории города Уинчестер и назван в честь американских астрономов Уильяма Бонда и его сына Джорджа Бонда. 